# Norman Chapman
Norman Chapman (1937–Tháng 7 năm 1995) là một tay trống người Anh đã từng hoạt động với The Beatles.
Sau khi Tommy Moore rời khỏi nhóm vào tháng 6 năm 1960, Chapman đã gia nhập The Silver Beetles. Tuy nhiên, Chapman chỉ biểu diễn được ba buổi diễn cùng với nhóm vào tháng 6 năm 1960 trước khi rời đi do bị gọi nhập ngũ. Anh đã được thay thế trong nhóm bởi Pete Best. Sau khi kết thúc thời gian nghĩa vụ quân sự, anh đã chơi với một số ban nhạc địa phương, bao gồm Ernie Mack và The Saturated Seven.
Chapman qua đời vì bệnh ung thư vào tháng 7 năm 1995 ở tuổi 58.